# Сафин, Накип Сафиевич
Накип Сафиевич Сафин (1921—1987) — майор Советской Армии, участник Великой Отечественной войны, Герой Советского Союза (1943).

## Биография
Накип Сафин родился 15 марта 1921 года в деревне Мирзям (ныне — Арский район Татарстана). После окончания семи классов школы работал сначала в колхозе, затем на железной дороге. В 1940 году Сафин был призван на службу в Рабоче-крестьянскую Красную Армию. С начала Великой Отечественной войны — на её фронтах.
К сентябрю 1943 года сержант Накип Сафин командовал отделением 19-го отдельного моторизованного понтонно-мостового батальона Степного фронта. Отличился во время битвы за Днепр. 28 сентября 1943 года в районе села Солошино Кобелякского района Полтавской области Украинской ССР Сафин совершил 19 рейсов, переправив на плацдарм на западном берегу Днепра большое количество советских бойцов и командиров, а затем переправлял на пароме танки и артиллерию.
Указом Президиума Верховного Совета СССР от 20 декабря 1943 года за «образцовое выполнение боевых заданий командования на фронте борьбы с немецкими захватчиками и проявленные при этом мужество и героизм» сержант Накип Сафин был удостоен высокого звания Героя Советского Союза с вручением ордена Ленина и медали «Золотая Звезда» за номером 1511.
В 1945 году Сафин окончил военно-инженерное училище. В 1946 году в звании лейтенанта он был уволен в запас, позднее ему было присвоено звание майора. Проживал и работал на родине. Скончался 22 мая 1987 года, похоронен на Татарском кладбище Казани.
Был награждён двумя орденами Ленина, орденами Отечественной войны 1-й и 2-й степеней, рядом медалей.
В честь Сафина названа улица в Казани.